# Lutnia (Morsztyn)
Lutnia – tom poetycki Jana Andrzeja Morsztyna, podzielony na dwie księgi i zawierający w sumie ok. 210 wierszy, skomponowany przez poetę w 1661 roku. Prawdopodobnie autor uważał Lutnię za swoje najbardziej reprezentacyjne dzieło.
Być może Morsztyn planował wydanie tomu drukiem (świadczą o tym fragmenty wierszy: Do swoich książek, Do czytelnika i Do tegoż), jednak z nieznanych przyczyn do publikacji nie doszło i zbiór pozostawał w obiegu rękopiśmiennym. Badacze przypuszczają, że decyzja Morsztyna wynikała częściowo z obawy przed kościelną cenzurą (tom zawierał m.in. prowokacyjny erotyk Do Heleny, który zestawiał motywy erotyczne z pasyjnymi) i przekonania, że zawarte w tomie utwory nie są jeszcze wystarczająco opracowane pod względem techniki poetyckiej.
Tom zawiera przede wszystkim utwory o tematyce miłosnej. W Lutni nie znalazły się wiersze o silnie prywatnym charakterze oraz związane z jakąś okazją. Poeta zrezygnował też z włączenia do tomu najbardziej kontrowersyjnych i obscenicznych ze swoich wierszy, jednak niektóre utwory zawierają motywy rubaszne czy prowokacyjne (np. w Do swoich książek podmiot liryczny ostrzega utwory, że mogą być wykorzystywane jako papier toaletowy, a w Na panny stwierdza, że oprócz ciepłych ud kobiety mają również miech tylny, który wietrzyku dodaje).